# Сан-Луїш
Сан-Луїш (порт. São Luís; МФА: [ˈsɐ̃w ɫu.ˈiʃ]) — парафія в Португалії, у муніципалітеті Одеміра. Розташована в південній частині країни, на теренах історичної португальської провінції Алентежу. Входить до складу округу Бежа. За адміністративним поділом, чинним до 1976 року, терени парафії були складовою провінції Нижнє Алентежу. Належить до Безької діоцезії Католицької церкви. Патрон — святий Людовик. Площа — 146,6469 км². Населення — 1989 ос. (2011). Слабо урбанізований регіон. Густота населення — 13,56 осіб/км²
. Код — 021106.

## Населення
| Кількість мешканців | Кількість мешканців | Кількість мешканців | Кількість мешканців | Кількість мешканців | Кількість мешканців | Кількість мешканців | Кількість мешканців | Кількість мешканців | Кількість мешканців | Кількість мешканців | Кількість мешканців | Кількість мешканців | Кількість мешканців | Кількість мешканців |
| ------------------- | ------------------- | ------------------- | ------------------- | ------------------- | ------------------- | ------------------- | ------------------- | ------------------- | ------------------- | ------------------- | ------------------- | ------------------- | ------------------- | ------------------- |
| 1864                | 1878                | 1890                | 1900                | 1911                | 1920                | 1930                | 1940                | 1950                | 1960                | 1970                | 1981                | 1991                | 2001                | 2011                |
| 1 570               | 1 721               | 1 759               | 1 937               | 2 166               | 2 538               | 3 132               | 3 859               | 4 475               | 4 345               | 2 748               | 2 510               | 2 405               | 2 249               | 1 989               |